# Doliola

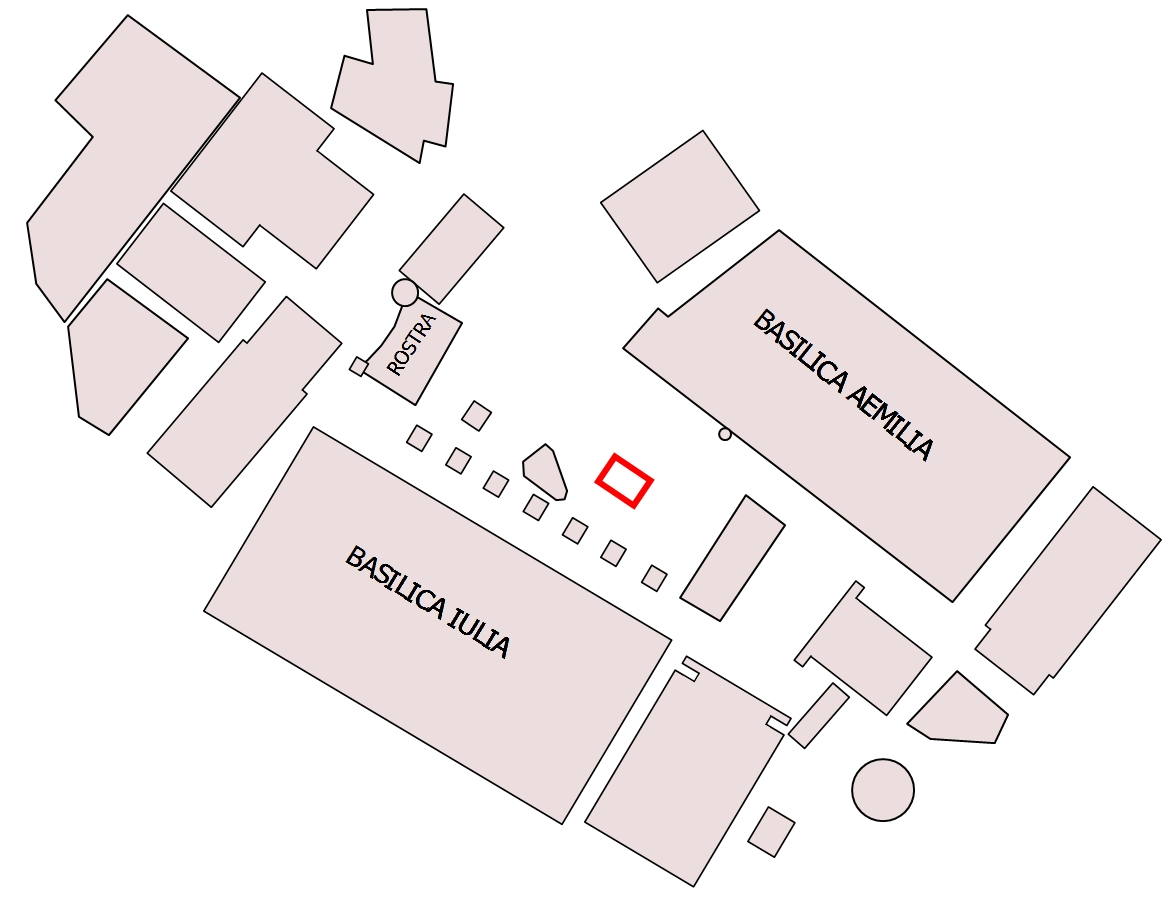
Possibile localizzazione dei Doliola nel Foro Romano, corrispondente al punto scoperto da Giacomo Boni.

Doliola (dal latino dolium in italiano “vaso”) era il nome di un'antica località della città di Roma.

## Storia
Secondo Marco Terenzio Varrone, Doliola era un’area situata vicino al percorso della Cloaca Maxima, dove si diceva vi fossero anfore sepolte, oggetto di alcune leggende già in epoca antica. Stando a quanto riportato da queste leggende, si sarebbe potuto trattare di sepolture arcaiche, costituite da urne contenenti resti ossei umani, oppure di anfore contenenti arredi sacri appartenuti al secondo re di Roma, Numa Pompilio. 
Lo storico romano Tito Livio, nella sua Ab Urbe Condita, ci fornisce alcuni dettagli in più riguardo alla storia e alla natura di questo sito. Questa località sarebbe infatti il luogo leggendario in cui furono nascosti gli arredi sacri utilizzati dalle Vestali in occasione del sacco di Roma del 390 a.C, ad opera dei Galli Senoni di Brenno. Nella sua versione, il sito in cui questi dolii erano stati nascosti era posizionato sul colle del Quirinale, dove risiedeva il flamine. L’area in cui i vasi erano stati interrati aveva una valenza religiosa; era pertanto vietato sputare a terra, così da non profanare la sacralità del luogo.

## Posizione
La posizione esatta dei Doliola è tutt’oggi oggetto di congetture. Inizialmente si pensava che il sito andasse ricercato sul Quirinale, come riportato da Livio. A seguito di attente analisi, tuttavia, si ipotizzò poi la sua collocazione presso il Foro Romano: le Vestali, custodi degli arredi sacri, avrebbero infatti percorso il Vicus Tuscus come via di fuga durante l’assalto dei Galli, nascondendo dunque le preziose reliquie nei pressi di questa via, nel tratto in cui il suo tracciato segue grossomodo parallelamente quello della Cloaca Maxima (in accordo con il racconto di Varrone). L’archeologo tedesco Friedrich von Duhn ha ipotizzato, poi, la vicinanza del sito al Tempio di Vesta, ponendolo dunque all’interno del Foro Romano (più precisamente in corrispondenza del punto in cui il Vicus Tuscus passa tra il Tempio dei Dioscuri e la Basilica Giulia).

## Ritrovamenti archeologici
Nel 1904, in occasione del grande progetto di scavo archeologico che interessò l’area del Foro Romano, fu scoperta un’area, prossima al Lacus Curtius, caratterizzata da quattro blocchi di travertino con al centro un foro rettangolare. All’interno della cavità sottostante sono stati portati alla luce dall’archeologo italiano Giacomo Boni alcuni vasi perfettamente conservati, la cui datazione risale al VII secolo a.C. Se il luogo rinvenuto da Boni fosse davvero l’area dei Doliola, esso potrebbe essere molto più antico di quanto inizialmente creduto, datandolo quindi non più al 390 a.C. ma al VII secolo a.C., all’epoca della fondazione di Roma. Ciò spingerebbe gli archeologi a ripensare, oltre alla datazione, anche la natura stessa del sito (sepoltura o area sacra arcaica), essendo stato sempre risparmiato dall’impetuosa edificazione che interessò il Foro Romano nei secoli antichi e addirittura restaurato, si pensa, persino in epoca costantiniana.